# Szabó E. Iván
Szabó Iván (1929–2007) építész. 1955-ben diplomázott a BME-n, majd néhány év közép-tanszékes tanársegédkedés után 1963-tól a TTI-ben dolgozott Callmeyer Ferenc műtermében.
1970-ben Ybl-díjat nyert a szombathelyi Isis Szálló tervezéséért.
1974-től műtermében Görgényi Judit belsőépítészként dolgozott, aki panelos munkásszállók berendezési terveit, majd a 43 ÁÉV Siófoki Üdülő-Szállodájának belsőépítész terveit készítette. Görgényi bekapcsolódott a „Clasp" könnyűszerkezetes építési rendszerrel épülő nevelési létesítmények tervezésébe: egyrészt a „Berendezés alrendszer" kidolgozásában vett részt, másrészt konkrét épületek – bölcsődék, óvodák, iskolák, iskolai könyvtárak – belsőépítész terveit csinálta.
1983-ban megjelent Az üdülőépítés korszerű formái című könyve az Építésügyi Tájékoztatási Központ kiadásában, melyet dr. Éber Kálmán, Radvánszky Imre és Szántó Lászlóval együtt hozott létre.
Nevéhez köthető a Tamási Áron Általános Iskola, Gimnázium és Német Nemzetiségi Gimnázium (régebben Mártonhegyi úti Iskola) tervezése, a kivitelezés éve 1957-1959.
Terveinek, megépült épületeinek hivatalos jogutódja nincs.